# Janvier 1892
Cette page présente les faits marquants du mois de janvier 1892.

## Événements
- En Hongrie, le Parti national roumain réuni à Sibiu se donne Ion Raţiu comme président et rédige un Mémorandum à l’adresse de l’empereur pour dénoncer la politique d’oppression de Budapest et formuler de nouveau les revendications roumaines. Une délégation de plus de 200 personnes le porte à Vienne, mais François-Joseph Ier d'Autriche refuse de les recevoir et renvoie le texte non décacheté à Budapest. Le gouvernement hongrois crie à la trahison et fait passer les leaders en jugement.

- 1er janvier :
  - France : tentative de suicide de Guy de Maupassant
  - Ouverture du centre d’accueil des immigrants à Ellis Island.

- 5 janvier : en exil aux États-Unis, le patriote José Martí fonde le parti révolutionnaire cubain.

- 8 janvier : début du règne de ‘Abbas Hilmi II, khédive d’Égypte. Il tente de s’affranchir de la tutelle britannique mais sa marge de manœuvre est réduite.
- 11 janvier : signature de la loi Méline en France, septuplant les droits de douane sur les biens agricoles en trois ans de 3,3 à 21,3 %.

- 24 janvier : Mwanga et les chefs catholiques du Bouganda sont battus par les Britanniques à Namirembe[1]. Les protestants maîtres du Bouganda, la mission du capitaine Frederick Lugard (imposer l’application des accords d’Heligoland de juillet 1890) est terminée.

## Naissances
- 1er janvier :
  - Boris Mirkine-Guetzevitch, juriste russe, professeur de droit constitutionnel (†1er avril 1955).
  - Lucille Younge, actrice américaine d'origine française († 2 août 1934)[2].
- 3 janvier : John Ronald Reuel Tolkien, écrivain britannique († 2 septembre 1973).
- 15 janvier : William Beaudine, réalisateur américain († 18 mars 1970).
- 16 janvier : Paul Preyat, sculpteur et peintre français († 24 septembre 1965).
- 18 janvier : Oliver Hardy, acteur américain († 7 août 1957).
- 22 janvier : Marcel Dassault, constructeur d'avions français († 17 avril 1986).
- 28 janvier : Ernst Lubitsch, réalisateur allemand († 30 novembre 1947).

## Décès
• 9 janvier : Jean Sempé Guérisseur-Spirite
- 23 janvier : Gustave van Havre : homme politique belge (° 5 mars 1817).
- 31 janvier : Charles-Haddon Spurgeon, évangélisateur.